# Peter von Wöldicke
Peter von Wöldicke, auch Wøldike, (* 1. Juli 1784 in Vallø bei Køge; † 24. September 1857 in Brunsbüttel) war ein Justizrat, Zollverwalter und Ornithologe.

## Leben
Peter von Wöldicke stammte aus einem alten Pastorengeschlecht. Der Stammvater kam aus Husum. Sein Vater Andreas Wøldike (* 27. oder 30. Januar 1752 in Hadersleben; † 29. Dezember 1836 in Store Heddinge) war ebenfalls Pastor. Seine Mutter hieß Anna Sophia Hedevig, geborene Jacobsen (* 8. Januar 1751; † 16. Oktober 1788 in Helsingör).
Von Wöldicke war zunächst Major à la suite in der dänischen Armee und arbeitete seit dem 1. April 1842 als königlicher Zollverwalter in Brunsbüttel. Am 16. April 1842 wurde er zum Wirklichen Justizrat ernannt. Am 1. April 1853 schied er auf eigenen Wunsch aus dem Staatsdienst aus und erhielt fortan eine Pension.
Wöldicke war verheiratet mit Christina Elisabeth Lindemann († 6. April 1854 in Brunsbüttel). Das Ehepaar hatte zwei Söhne und drei Töchter.

## Wirken als Ornithologe
Von Wöldicke war befreundet mit den Ornithologen und Biologen Friedrich Boie und Heinrich Boie, die ihn für die Vogelkunde begeisterten. Gemeinsam mit Friedrich Boie reiste er mit Johann Friedrich Naumann zu mehreren nordfriesischen Inseln. Er erzählte Naumann von seinen eigenen Erfahrungen über die Vogelwelt Schleswig-Holsteins. Außerdem sandte er Naumann für dessen Forschungsarbeiten Vogelbälge und Eier zu. 
Von Wöldicke erhielt Anfragen von Christian Ludwig Brehm, der ihn zur Mitarbeit ermutigen wollte. Brehm forschte zu Erstbeschreibungen neuer Unterarten Vögeln, die er anhand geringfügiger morphologischer Unterschiede erstellte. Von Wöldicke lehnte Brehms Bitte ab.
Von Wöldicke verfügte über eine große Vogelsammlung, die er 1818 einem Kopenhagener Museum schenkte. Seine Sammlung enthielt seltene, bei Brunsbüttel gefangene Vögel, darunter Sturmschwalben, Krähenscharben, Nachtreiher, Zwergtrappen, Thorshühnchen und Krabbentaucher. Von 1826 bis 1839 sandte er dem Museum weitere Vogelbälge, die heute als Exponate im Zoologischen Museum Kopenhagen sind.
Publikation von Wöldickes sind nicht bekannt. Seinerzeit lebende Ornithologen führten ihn jedoch als Gewährsmann auf. Für spätere Forscher stellten seine Beschreibungen wichtige Quellen zur Entwicklung der Fauna Schleswig-Holsteins dar.

## Ehrungen
Für seine Verdienste erhielt von Wöldicke den Dannebrogorden und den schwedischen Schwertorden.